# La Grossa de Queralt
La Grossa de Queralt és una muntanya de 711 metres que es troba al municipi de les Avellanes i Santa Linya, a la comarca catalana de la Noguera.